# Fernand Niel
Fernand Niel (* 4. September 1903 in Béziers; † 15. Dezember 1985 in Paris) war ein französischer Schriftsteller.
Er beschäftigte sich besonders mit der Erforschung der Megalithkulturen und dem Neo-Katharismus. Wie René Nelli begann Niel seine öffentliche Laufbahn, indem er den für den Katharismus damals maßgeblichen Autor, Deodat Roché, konsultierte. Roché organisierte ab 1948 erste Katharistik-Kongresse; dort stellte Niel 1949 seine eigene Dissertation über die Katharer-Burg Montségur vor. Diese Arbeit wurde im selben Jahr vom Institut d’études occitanes veröffentlicht. Als wagemutiger Alpinist hatte er die Burg selbst erklommen, um sie akribisch zu erkunden, und die Bestände der Nationalbibliothek durchforstet, um an alle verfügbaren Informationen über die Bewegung der Katharer zu gelangen. Schließlich beschreibt er die Burg als den letzten „Sonnentempel“ Europas.
Eine ausführliche Untersuchung der Megalithbauten Englands und der Bretagne ermöglichte ihm weiterhin die These, dass es sich bereits bei Stonehenge um einen Sonnentempel gehandelt habe. So ist es ein bekanntes Merkmal dieses Monuments, dass seine zentralen „Hufeisen“ und die ihren Öffnungen senkrecht vorangestellten Steine genau auf die zum Datum der Sommerwende aufgehende Sonne zu zielen scheinen, wobei Niel anmerkt, dass dieser 'Tempelsausgang' mit dem südlich gelegenen 'Eingang' einen Winkel bildet, der näherungsweise dem sog. Goldenen Winkel entspricht. Dabei handelt es sich um eine Verhältnismäßigkeit (in diesem Fall 19 zu 11 in dem insgesamt 30 Steinen umfassenden Kreis der Sarsen), die der heutigen Forschung als maßgeblich teilhabend an den Phänomenen der Ästhetik, der strukturellen Stabilität („Ordnung“ im Chaos) und des biologischen Wachstums gilt. „Von daher ließe sich der Eindruck von Harmonie und Wohlausgewogenheit erklären, den man beim Anblick dieses Teils von Stonehenge empfindet.“
Über diese möglichen Verbindungen zur Prähistorie hinaus erachtet der Autor die Katharer als Erben der manichäischen Religionen des alten Persiens. Verschiedene Historiker kritisieren seine Ausführungen als zu phantasievoll.